# Aspasia (Vorname)
Aspasia ist ein weiblicher Vorname altgriechischer Herkunft mit der Bedeutung „die Willkommene“, „die Liebliche“ bzw. „die Erwünschte“. Die männliche Form des Vornamens ist Aspasios bzw. Aspasius.

## Namensträger

### Vorname
- Aspasia (* 1. Jhd. n. Chr.), griechische Ärztin für Geburtshilfe und Gynäkologie
- Aspasia, Priesterin der Artemis in Ekbatana (siehe Artikel zu Dareios)
- Aspásia Camargo (* 1946), brasilianische Soziologin, Umweltaktivistin, Politiklehrerin und Mitglied bei der PSDB
- Aspasia Giaidzi (* 1971), griechische Schachspielerin
- Aspasia Ioannidis, Griechin, die mit der Auszeichnung Gerechter unter den Völkern geehrt wurde
- Aspasia Kalambakou (* 1993), griechische Basketballspielerin
- Aspasia Karatzá (1905–?), Miss Griechenland im Jahr 1929
- Aspasia Kralli, griechische Schauspielerin
- Aspasia „Aspa“ Lekka (* 1989), griechische Handballspielerin
- Aspasia Matsa (1885–20. Jahrhundert), griechische Tennisspielerin
- Aspasia von Milet, (um 470 v. Chr. – um 420 v. Chr.), griechische Philosophin und Rednerin
- Aspasia Manos (1896–1972), griechische Aristokratin
- Aspasia Mengkou, Griechin, Ehefrau von Jonas King
- Aspasia Cruvellier Mirault (1800–1857), US-amerikanische Plantagenbesitzerin
- Aspasia Petradaki, griechische Schwimmerin
- Aspazija, eigentlich: Elza Pliekšāne (1865–1943), lettische Schriftstellerin

### Zwischenname
- Mária Henrica Aspasia Le Marcant ditte de Montval (1804–1875), Ehefrau von Graf Kázmér Miklós Esterházy de Galántha (Protektor im Preßburger Kirchenmusikverein bei St. Martin)
- Veva Genoveva Maria Katharina Aspasia Tončić Edle von Sorinj, auch: Veva Treuberg-Tončić (1912–1992), österreichische bildende Künstlerin

### Fiktive Personen
- Aspasia, Figur im Action-Adventure-Computerspiel Assassin’s Creed Odyssey
- Aspasia Glen, Figur in der Kurzgeschichte Der tote Harlekin von Agatha Christie
- Aspasia, Pseudonym einer Edelprostituierten in dem Spielfilm Der unverhoffte Charme des Geldes (2018)